# Stazione di Kurihama
La stazione di Kurihama (久里浜駅?, Kurihama-eki) è una stazione ferroviaria situata nella città giapponese di Yokosuka, nella prefettura di Kanagawa. È servita dalla linea Yokosuka della JR East, della quale è capolinea, e dista 73,2 km dalla stazione di Tokyo. A poca distanza si trova la stazione di Keikyū Kurihama delle Ferrovie Keikyū.

## Linee
East Japan Railway Company
■ Linea Yokosuka

## Struttura
La stazione di Kurihama è realizzata in superficie ed è dotata di un marciapiede a isola con due binari collegato al fabbricato di stazione da un sovrappassaggio.
| 1-2 | ■ Linea Yokosuka |  | per Yokosuka, Ōfuna, Yokohama, Tokyo, Chiba e Aeroporto Narita |

## Stazioni adiacenti
| «              | Servizio       | »              |
| Linea Kurihama | Linea Kurihama | Linea Kurihama |
| -------------- | -------------- | -------------- |
| Kinugasa       | Locale         | Capolinea      |